# Sarah Missinne
Sarah Missinne (16 mei 1995) is een Belgische voormalige atlete, die gespecialiseerd was in het hordelopen en de sprint. Zij werd eenmaal Belgisch kampioene.

## Loopbaan
Missinne nam in 2011 op de 100 m horden deel aan de wereldkampioenschappen U18. Ze werd uitgeschakeld in de halve finale. Twee jaar later nam ze op hetzelfde nummer deel aan de Europese kampioenschappen U20. Ze bereikte alweer de halve finale. Op de 4 x 100 m werd ze met de Belgische ploeg vierde in de finale. In 2014 nam ze deel aan de wereldkampioenschappen U20. Met een persoonlijk record van 13,29 s werd ze zesde in de finale van de 100 m horden.
Nationaal werd Missinne in 2014 voor het eerst Belgisch indoorkampioene op de 60 m horden.
Missinne was aangesloten bij KAA Gent.

## Belgische kampioenschappen
Indoor
| Onderdeel   | Jaar |
| ----------- | ---- |
| 60 m horden | 2014 |

## Persoonlijke records
Outdoor
| Onderdeel    | Prestatie | Wind     | Datum        | Plaats   |
| ------------ | --------- | -------- | ------------ | -------- |
| 100 m        | 11,86 s   | +1,4 m/s | 24 juni 2018 | Lokeren  |
| 100 m horden | 13,19 s   | -0,2 m/s | 2 juni 2018  | Oordegem |

Indoor
| Onderdeel   | Prestatie | Datum            | Plaats |
| ----------- | --------- | ---------------- | ------ |
| 60 m        | 7,59 s    | 23 februari 2019 | Gent   |
| 60 m horden | 8,22 s    | 17 februari 2019 | Gent   |

## Palmares

### 60 m
- 2013:  BK indoor AC – 7,69 s

### 60 m horden
- 2014:  BK indoor AC – 8,41 s
- 2017:  BK indoor AC - 8,44 s
- 2018:  BK indoor AC - 8,27 s
- 2019:  BK indoor AC - 8,22 s
- 2020:  BK indoor AC - 8,27 s

### 100 m horden
- 2011: 6e in ½ fin. WK U18 te Villeneuve d’Ascq – 14,46 s
- 2013: 8e in ½ fin. EK U20 te Rieti – 13,91 s
- 2014: 6e WK U20 te Eugene – 13,29 s
- 2018:  BK AC - 13,33 s
- 2020:  BK AC - 13,37 s

### 4 x 100 m
- 2011:  EJOF te Trabzon – 46,12 s
- 2013: 4e EK U20 in Rieti – 44,73 s